# Tallknoppvecklare
Tallknoppvecklare (Pseudococcyx turionella) är en fjärilsart som först beskrevs av Carl von Linné 1758.  Tallknoppvecklare ingår i släktet Pseudococcyx, och familjen vecklare. Arten är reproducerande i Sverige.

## Bildgalleri

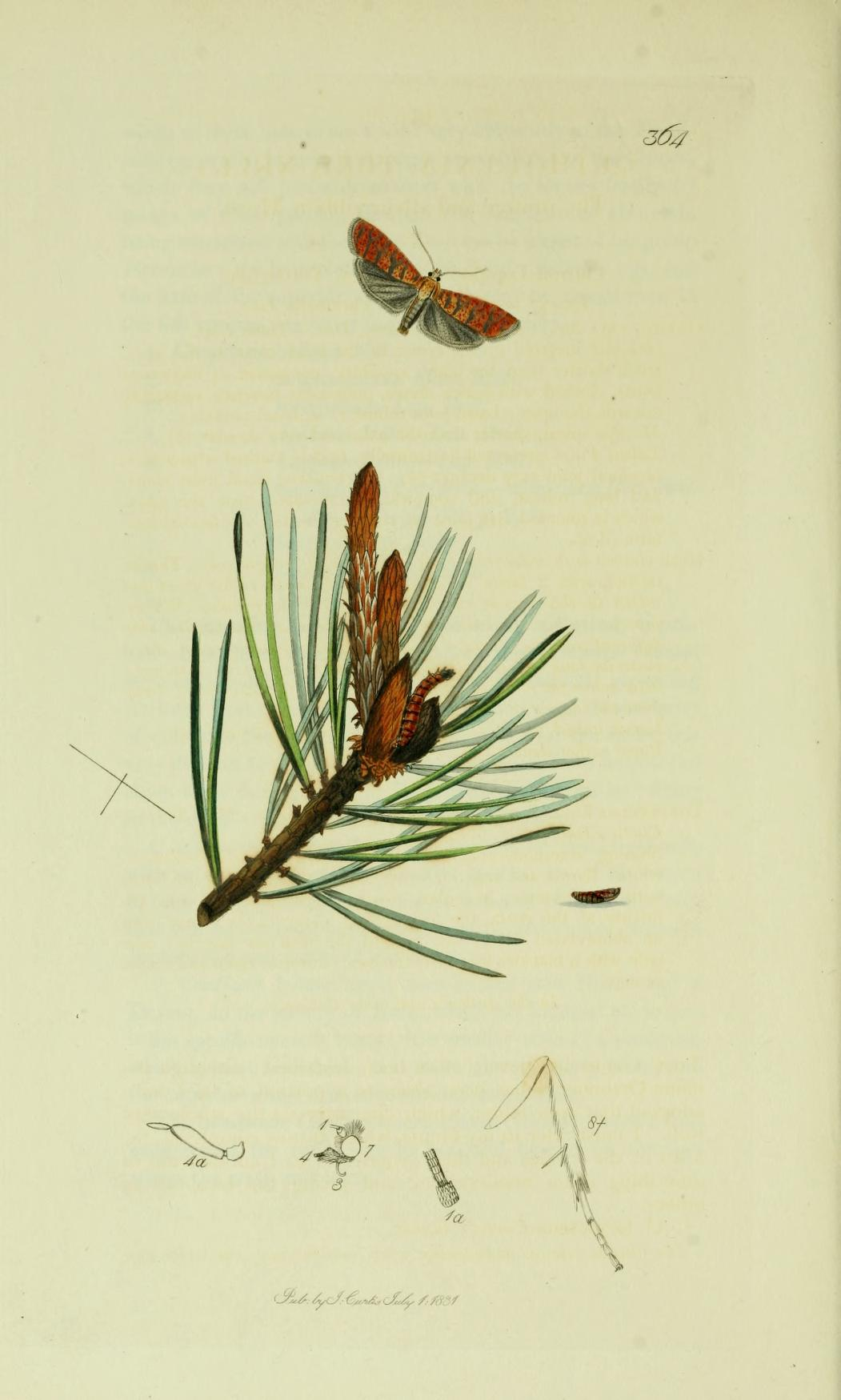